# Justus de Harduwijn
Justus de Harduwijn (ook: Hardwijn, Herdewijn, Harduyn of Harduijn) (Gent, 11 april 1582 - Oudegem, 21 juni 1636) was een 17de-eeuws rooms-katholiek priester en dichter uit de Zuidelijke Nederlanden. 

## Afkomst en familie
Justus de Harduwijns grootvader, Thomas de Harduwijn (?-1571), bekleedde een hoge functie bij Lodewijk van Vlaanderen. Thomas was in totaal drie keer getrouwd: hij overleefde zijn echtgenotes Joanna Hauweel en Marie Boele, hij trouwde een derde keer met Anna Van Laeken. Hij werd begraven in de Sint-Michielskerk in Gent.
Vader François de Harduwijn (1530?-1609?) bracht volgens Sanderus als jongeman tijd door in Parijs, waar hij volgens hem kennismaakte met Adrianus Turnebus en Gallandus. In 1580 trouwde hij met de adellijke Livina Tayaert, met wie hij een zoon (Justus) en een dochter (ook Livina genoemd) kreeg. Hij was 'deurwaerder' van de Raad van Vlaanderen. Op 23 juni 1584 werd François door het calvinistische bestuur van Gent gevangengezet. Hij werkte als corrector bij Plantin-Moretus in Antwerpen. Dichter Jan van der Noot vernoemt François de Harduwijn in zijn Ode aan Jean Vencenti Fossa. Van François de Harduwijn zijn verspreide Latijnse lof- en rouwgedichten bewaard gebleven, alsook een ode. Volgens Sanderus vertaalde François de Oden van Anacreon in het Nederlands.
De oom van Justus, Dionysius de Harduwijn (1560?-1604), was vermoedelijk professor en gaf les in Brugge vooraleer hij naar Parijs en Italië trok. Hij bekleedde een aanzienlijk ambt in Cassano, in Calabrië – wat door zijn grafmonument bevestigd wordt. Met zekerheid is vast te stellen dat hij in Gent verscheidene ambten uitoefende (advocaat bij de Raad van Vlaanderen, ontvanger, substituut van de procureur-generaal, krijgsauditeur en bestendige deken van Sint-Baafs) en dat hij er in 1591 of 1592 trouwde met Jacoba Pieters. Hij schreef geschiedkundige werken in het Latijn en maakte ook een overzicht van Vlaamse schilders en schrijvers (Elenchus illustrium scriptorum Flandriae). Dionysius stierf op 30 december 1604 en werd zoals zijn vader Thomas begraven in de Sint-Michielskerk. Uit het Register van Acten en Contracten voor Schepenen van Gedeele is af te leiden dat Justus zijn hele bibliotheek erfde, ter waarde van vijf- tot zeshonderd gulden.
De zus van François en Dionysius, Josyne, trouwde met de Gentse stadssecretaris en dichter Maximiliaan De Vriendt (1559-1614). De Vriendt werkte net zoals Justus Lipsius mee aan Kiliaans Etymologicum Teutonicae Linguae (1599). Hij beschreef de blijde intrede van Albrecht en Isabella in Gent (1602), volgens Sanderus samen met François. De Vriendt was literair actief en wijdde enkele gedichten aan zijn neef en zwager, waarin hij zich een 'tweede vader' van Justus noemt.
Justus de Harduwijn was een verre verwant van Daniël Heinsius (1580-1655), met wie hij een overgrootmoeder deelde. Rechtstreeks contact tussen de auteurs is niet ontdekt. Nog een verre verwant was dichter Jacob van Zevecote (1596-1642) wiens vader de grootoom was van Heinsius’ moeder, Elisabeth Navegeer. In een elegie maakt Van Zevecote een allusie op De Harduwijn.

## Leven

### Opleiding
Over de vroege jeugd van Justus de Harduwijn zijn geen bronnen bekend. 
De oorkonde waarin hij tot pastoor wordt benoemd in 1607 vermeldt dat hij baccalaureus in de beide rechten was, wat erop wijst dat hij hoger onderwijs heeft gevolgd. Verdere concrete informatie ontbreekt, maar door Dambre zijn wel enkele hypotheses geformuleerd: 
- Volgens Dambre is een buitenlandse studie uitgesloten, waaruit hij concludeert dat De Harduwijn ofwel in Leuven, ofwel in Dowaai (Douai) heeft gestudeerd.[2][7] Ook al ontbreekt De Harduwijns naam in de registers van de Leuvense Facultus Artium, toch neemt Dambre aan dat hij er studeerde omdat De Harduwijn correspondeerde met Justus Lipsius die in Leuven hoogleraar was.[2]
- Verder vermoedt Dambre ook dat De Harduwijn aan het seminarie van Dowaai zijn priesteropleiding volgde. Hij brengt als argument aan dat priesterstudenten uit Dowaai door het kapittel van Kamerijk een functie werden toegewezen na hun studie. De Harduwijns latere parochies Oudegem en Mespelare vielen onder jurisdictie van dat kapittel.[7] Verdere bewijzen zijn er daarvoor niet.

### Pastoor van Oudegem en Mespelare

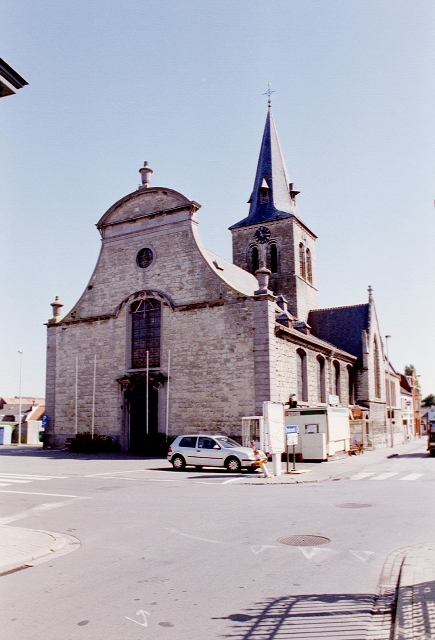
Onze-Lieve-Vrouw Hemelvaartkerk in Oudegem

Uit de schenkingsakte van François de Harduwijn van 7 maart 1607 blijkt dat Justus op dat moment al kanunnik van Middelburg was en zich tot voorbereidde op het priesterschap. Op 21 of 22 september 1607 werd Justus de Harduwijn door bisschop Petrus Damant tot priester gewijd. Eind dat jaar werd hij benoemd tot pastoor in de parochies Oudegem en Mespelare.
Als pastoor van Oudegem en Mespelare had De Harduwijn drie bronnen van inkomsten volgens brieven uit het bisschoppelijke archief, namelijk het innecommen van de Cure van Oudeghem, dit van de capellanie van O.L.Vrouwe en dat van de deserviture van Mespelaere, wat we kunnen afleiden uit twee brieven uit het bisschoppelijk archief. In 1608 werd een taimelycke woonplaetse voor de pastoor gebouwd in Oudegem. Het gebouw werd vergroot in 1627 en in het derde kwart van de 18de eeuw.
De Harduwijns moeder Livina Tayaert en zijn ‘metere’ Joosinken Wauters woonden bij hem in. Zijn zus Livina de Harduwijn kwam er wonen na het overlijden van haar echtgenoot Ghislenus de Ridder, samen met haar dochter Clara de Ridder. Haar zoon Franciscus de Ridder was eerder al overleden en in de kerk van Oudegem begraven. De Harduwijns moeder Livina Tayaert werd ook in de kerk van Oudegem begraven. Het was Justus' wens bij hen te worden begraven en een eerlic gedinckteecken op zijn graf te krijgen met een opschrift ende de wapenen van vader ende moeder.

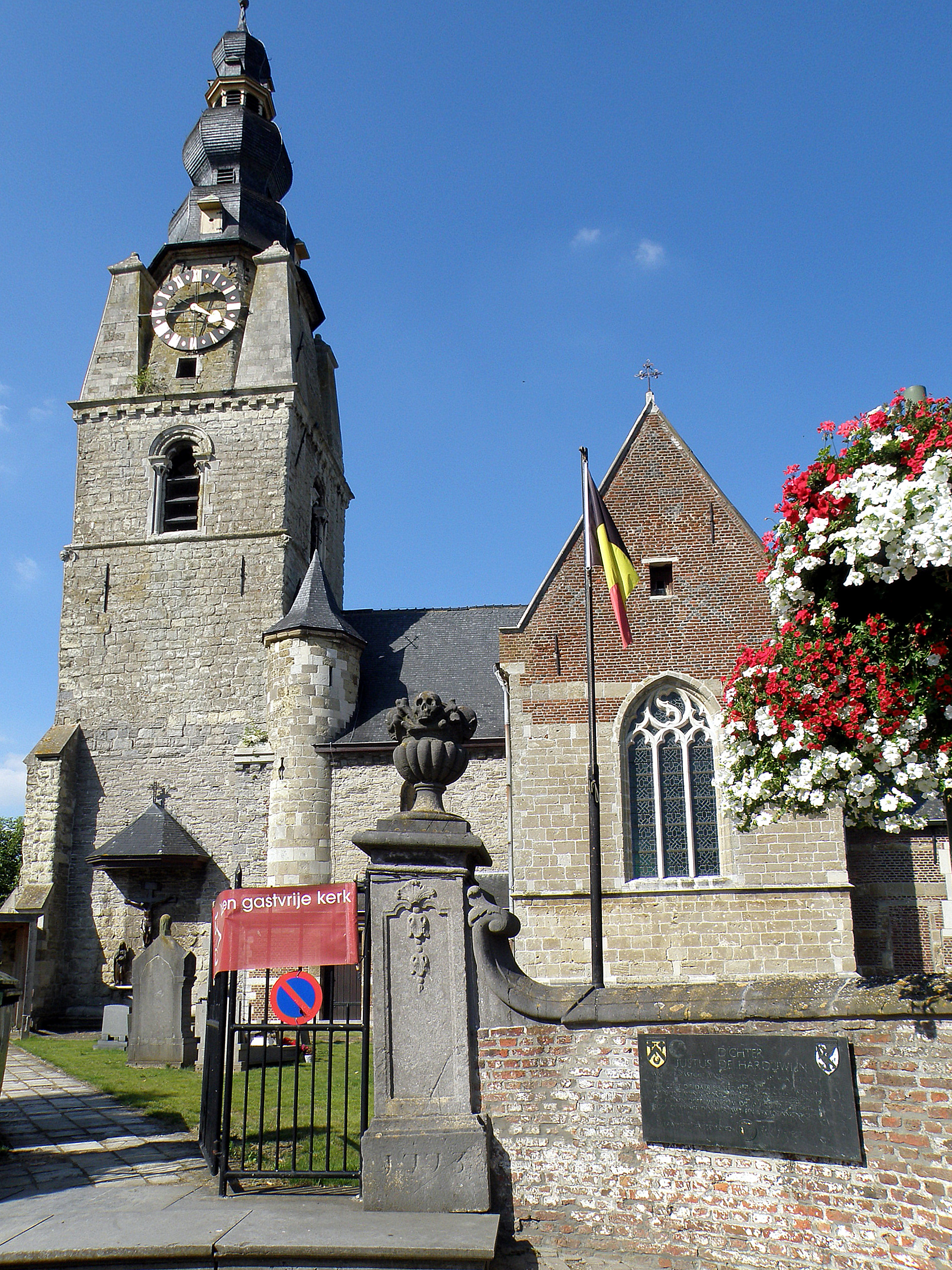
Sint-Aldegondiskerk in Mespelare, met een gedenkplaat voor Justus de Harduwijn op de voorgrond

Onder De Harduwijn kreeg de kerk van Oudegem in 1614 een nieuwe toren. Pastoor De Harduwijn hield zich bezig met de uitbreiding van de verering voor de heilige Aldegonde. Hij bestelde bij Dendermondse schilder Jan van Zwaervelde een tafereel met de legende van Sint-Aldegonde. De Harduwijn slaagde erin relikwieën van Sint-Aldegonde vanuit de abdij van Maubeuge naar zijn parochie te laten komen. Enkele jaren na De Harduwijns overlijden werd een Broederschap van de H. Aldegonde opgericht in Mespelare, waarvan onder andere zijn zus Livina en haar dochter Clara de Ridder lid werden.
De Harduwijn was lid van de rederijkerskamer de Catharinisten van Aalst. 

### Ziekte en dood
In een notariële akte is te lezen dat Justus de Harduwijn op 2 april 1636 ziek te bed ligt.
In het manuale van pastoor Keerstok, pastoor in 1753 in Oudegem, is te lezen dat jaarlijks op 21 juni een mis moet worden gebeden voor de overleden Justus de Harduwijn en zijn moeder Livina Tayaert. In 1952 werden in Oudegem voor het jaargetijde voor De Harduwijn en zijn moeder, samengevoegd met 27 andere jaargetijden, nog steeds vijf gelezen en één gezongen mis gebeden. 21 juni 1636 is de waarschijnlijke sterfdatum van Justus de Harduwijn, wat blijkt uit de benoemingsbrieven van zijn opvolgers die op 27 en 30 juni 1636 werden opgemaakt.
Zijn rijke bibliotheek doneerde De Harduwijn na zijn dood aan de karmelieten in Aalst, op voorwaarde dat er dadelijk honderd missen werden gelezen en dat na zijn overlijden een hoogmis ‘met drie heren’ zouden worden opgedragen en jaargetijden worden gecelebreerd.

## Werk
Justus de Harduwijn was zijn leven lang ook literair actief, voornamelijk als vertaler en navolger van ander werk.

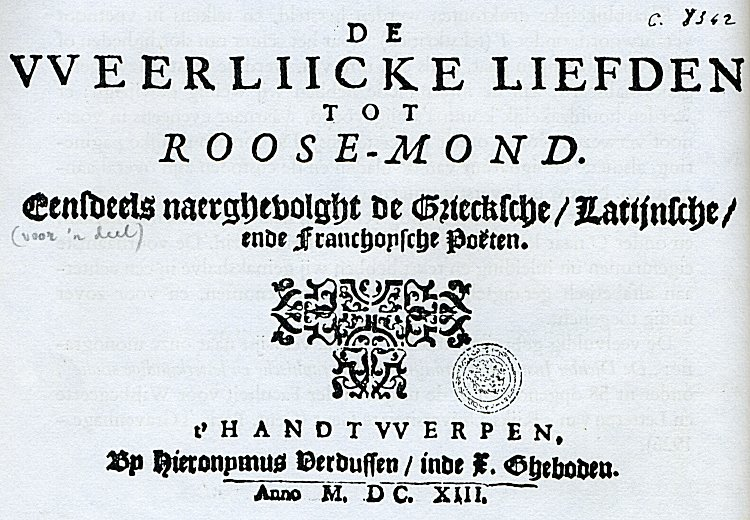
Titelblad van het enige bewaarde exemplaar van De Weerliicke Liefden tot Roose-mond (1613)

### De Weerliicke Liefden tot Roose-mond(1613)
De Harduwijns debuutbundel De Weerliicke Liefden Tot Roose-mond met renaissancistische liefdeslyriek werd in 1613 ‘anoniem’ uitgegeven door De Harduwijns gildebroeders van de Aalsterse Catharinistenkamer, voornamelijk onder impuls van Guillaum Caudron. Moeilijk wordt het de lezer echter niet gemaakt om te ontdekken wie de auteur is: een lofdicht in de bundel van David van der Linden heeft het over ‘J. de H. van Ghendt’ en het slotsonnet van F. vander Beken is een acrostichon op ‘Joost de Hardvin’.
Uit de ondertitel Eensdeels naerghevolght de Griecksche Latijnsche ende Franchoysche Poëten blijkt waar De Harduwijn zijn inspiratie haalde voor deze liefdespoëzie. De voornaamste bron waren de Franse dichters van de Pléiade: De Harduwijn kiest in mindere mate voor het boegbeeld Ronsard, maar vooral voor dichters als Du Bellay, Belleau en bovenal Desportes.
Inhoudelijk bezingt deze liefdeslyriek in vijftig gedichten de liefde van een lyrisch ik tot Roose-mond. Als voornaamste literair motief gelden de ogen en het haar van Roose-mond, als bronnen van betovering, teleurstelling en hunkering.
In veel literatuurgeschiedenissen wordt dit werk als de eerste volledige Nederlandstalige sonnettenkrans genoemd, maar strikt genomen is de Roose-mond een cyclus en geen krans, aangezien de sonnetten niet in elkaar gevlochten zijn en er geen sprake is van een meestersonnet.  

### Goddelicke Lof-Sanghen tot vermaeckinge van alle gheestighe liefhebbers(1620)
De Goddelicke Lof-Sanghen (1620) is een contrareformatorische geestelijke liedbundel. In deze bundel maakt De Harduwijn de overstap van de liefdeslyriek naar poëzie in de geest van de contrareformatie. Ook enkele van zijn Franse voorbeelden (Desportes, Bertaut) hadden een gelijkaardige evolutie doorgemaakt. In 1614 al schreef hij Lof-Sanck des Heylich Cruys, een vertaling van een werk van zijn dekenale visitator Henricus Calenus. Uit het voorwerk blijkt dat De Harduwijn de Goddelicke Lof-Sanghen schreef onder mecenaat van de Gentse bisschop Jacobus Boonen. Zijn werk werd ook aanvaard door het bisdom Gent als catechetisch zang- en leerboek.
Tien sonnetten van de Goddelicke Lof-Sanghen zijn terug te voeren op de eerdere bundel Roose-mond. De Harduwijn vergeestelijkt zijn eigen eerdere werk dat hij wegzet als 'Venus-ghejancksel'. In sonnet XXXIX kust het lyrisch ik bijvoorbeeld niet langer ‘Mijn lief’ uit Roose-mond, maar het ‘Cruys’:
| Roose-mond (1613) | Goddelicke Lof-Sanghen (1620) |
| --- | --- |
| Mijn lief, als ick u cuss Verwerd’ ick dan aldus In uwe lipkens root/ En in u halsken bloot Al bleve ick daer dan doot T’waer cleyn voor my Bleve ick voor al u, mijn liefste, by. | Ha Cruys! als ick u kuss’ / Verwerd’ ick dan aldus / Tusschen de aerems bloot / Van mijnen Schepper groot / Al wierd’ick daer in doot / ‘Twaer cleyn voor my / Bleve ick maer slechts hem, mijnen Schepper, by. |

Naast zijn eigen eerdere poëzie, is ook deze bundel voornamelijk geïnspireerd op andere voorbeelden (deze keer religieuze voorbeelden, en geen minnelyriek). Zijn voornaamste voorbeeld blijft Desportes, gevolgd door Bertaut en 'enkele Dowaaise devote liedbundels.'
De bundel bevat 65 gedichten, waarvan er vijftig voorzien zijn van een muzieknotatie. De structuur sluit goed aan bij catechetische liedbundels uit die tijd zoals Het prieel der gheestelicker melodie (1609). Na de bewerkingen van het Veni Creator Spiritus en psalm 103, volgen in deze liedbundel enkele lofzangen op onder andere de geboorte van Christus, de gedode kinderen in Betlehem en de H. Jozef, maar ook enkele originele Marialiederen over haar moederschap, haar ten-hemel-opneming en een vertaling van het Salve Regina. Nadien volgen nog sonnetten en lofzangen op de Kerk, waarna De Harduwijn een typisch catechetische structuur hanteert. Hij berijmt de geloofsbelijdenis van Nicea-Constantinopel (Het Christelijck Ghelooue) berijmt en legt de Tien Geboden uit. Na enkele psalmen, lofzangen, ‘uytlegginghe’ van Bijbelteksten en een gebed VVaer mede den Landt-man is Godt op draeghende zijn eerste nieuvve Vruchten, komt er belijdenislyriek in de vorm van de Hert-gronde belijdenisse en de Bereydinghe tot het Heyligh-vveerdigh Sacrament des Autaers. De rest van de Goddelicke Lof-Sanghen zijn voornamelijk sonnetten en lofzangen; over de werkelijke tegenwoordigheid van Christus in de communie, overwegingen van Christus’ lijden waaronder de Clachte van Maria beneven het Cruys, en vooral veel sonnetten vanuit het perspectief van de bekeerde zondaar die zich beklaagt en andere klachtliederen. De Goddelicke Lof-Sanghen sluit af met vertalingen van het Dies Irae en het Te Deum.

### Den val ende opstand van den Coninck ende Prophete David met By-voegh van de Seven Leed-tuyghende Psalmen(1620)
Ook in 1620 – en vaak samen ingebonden met de Goddelicke Lof-Sanghen – verscheen Den val ende op-stand van den coninck ende prophete David met by-voegh van de seven leed-tuygende psalmen (1620) van De Harduwijn. Het eerste deel is een episch gedicht over de Bijbelse koning David, gevolgd door een strofische parafrase van de zeven boetepsalmen. Vermoedelijk ligt de Praefatio Poetica in Davidicos Psalmos, quos poenitentiales vocant (1576) van de calvinist Theodorus Beza aan de grondslag ligt van dit werk. Volgens Porteman & Smits-Veldt is het hele werk een creatieve navolging van Les amours de David et de Bersabee uit La bergerie (1572) van de Pléiade-dichter Rémy Belleau.
Voor de psalmberijmingen volgde De Harduwijn Bertaut en vooral Desportes na, maar hij voorziet ze ook telkens van een muzieknotatie. Inhoudelijk wordt het Bijbelverhaal over David en Bersabe (Batseba) bewerkt. Over het algemeen sluit de inhoud mooi aan bij de Bijbel (2 Samuel 11-12), hij is alleen iets uitgebreider. Amor is op jacht en neemt bezit van Bersabes ogen, waardoor ze nog bekoorlijker wordt. Koning David ziet haar tijdens het baden en wordt verliefd, maar Bersabe is getrouwd met Urias. Overspel volstaat niet en David wil Urias uit de weg laten ruimen. Door een listig plan wordt Urias in de voorste gelederen van het leger ingezet, waardoor hij sneuvelt. God ontsteekt in een vreselijke woede, die alleen door de allegorische figuur van de Genade kan worden getemperd: Genade kan God ervan overtuigen genoegen te nemen met de boetedoening van David. De profeet Nathan wordt naar David gestuurd om hem daarvan op de hoogte te stellen aan de hand van een parabel over het enig schaapje. David krijgt berouw en vlucht de bergen in, waar hij de boetepsalmen dicht.

### Goddelijcke Wenschen(1629)

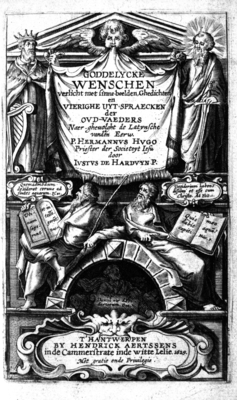
Omslag van Goddelijcke Wenschen (1629)

Justus de Harduwijn vertaalde ook de Pia Desideria (1624-1628) van jezuïet Hermannus Hugo met als titel Goddelijcke Wenschen verlicht met sinnebeelden, Ghedichten en vierighe Uyt spraecken der Oud-Vaeders (1629). Sommige gedichten in De Harduwijns Goddelijcke Wenschen zijn eerder vrije bewerkingen dan vertalingen en de priester-dichter koesterde literaire ambities met zijn vertaling. De Harduwijn droeg het werk op aan E.H. Campan, abt van het klooster ‘Ten Dunen, nu onlanghst verplaetst binnen de wijt-beruchte stadt Brugghe.'
Inhoudelijk valt het boek uiteen in drie delen, die aan de lezer worden meegegeven. Een eerste deel behandelt de ‘versuchtingen der leet-betuygende Siele’, een tweede deel ‘de wenschen der godtvruchtighe Siele’ en ten slotte de ‘versuchtinghen der Godt-minnende Siele’. Het werk volgt de geleidelijke opbouw van een louteringsweg: na het berouw en de boetedoening kan de ziel langzaam opklimmen tot God. 
Het werk verscheen als een embleemboek in de volkstaal, een genre dat wellicht door de hogere kosten minder populair was dan liedbundels. Bovendien waren de embleembundels van oorsprong een geleerd, Neolatijns genre. Hermannus Hugo’s oorspronkelijke Pia Desideria waren echter vrij vernieuwend: hij bracht zijn emblemen in een ‘mystieke samenhang’. De gedichten waren zeer lyrisch waardoor een eerder didactisch genre naar een medium voor religieuze expressie werd gebracht. De eenheid in het werk sprak vooral uit de strikte driedeling die een mystieke opgang naar God volgt en uit de plaatjes van illustrator Boetius a Bolswert.

### Alexipharmacum(1630)
De Brabantse stad ’s Hertogenbosch – grotendeels katholiek gebleven na de Reformatie – viel na een beleg van vier maanden in handen van stadhouder Frederik Hendrik op 14 maart 1629. De gereformeerde kerk werd onder bestuur geplaatst van vier predikanten, onder wie Gisbertius Voetius, en er werd een pamflet verspreid waarin de predikanten opriepen om openbaar in debat te gaan over het christelijk geloof. Vanuit katholieke hoek werd besloten twee Leuvense professoren, Willem van Engelen en Cornelius Jansenius, een verweerschrift te laten opstellen. In juni 1630 werd Jansenius’ Alexipharmacum / civibus Sylvaeducensibus / propinatum  / adversus Ministrorum suorum fascinum aan Den Bosch overhandigd, waarop zich een jarenlang aanslepende kettingpolemiek ontspon met verweer- en tegenverweerschriften.
In persoonlijke correspondentie met zijn vriend Saint-Cyran haalt Jansenius, die net tot hoogleraar in Leuven was benoemd, aan dat zijn verweerschrift in de volkstaal moest worden vertaald. Er moest iemand gevonden worden die de ‘force et vigueur’ uit het Latijn goed kon weergeven in het ‘flaman’.
On dit que tout le monde l'estime fort (bedoeld is het Alexipharmacum), grans et petits, et est desja imprimé deux fois. On le veut tourner (d.i. vertalen) en toutes langues et particulierement en flaman, mais it y en a peu qui peuvent venir au bout, ne pouvant exprimer la force et vigueur, qui paroit en latin.— (Dambre 1960)
In 1630 werd een beroep gedaan op De Harduwijn om het pamflet in het Nederlands te vertalen. De Harduwijn ging in op de vraag en gaf het de titel Alexipharmacum, Dat is Teghen-Gift Voor de Catholijcke Borgherye der Stede s’Hertoghen-bosch Tegen De verblindinghe des Woordendienaers aldaer. De Harduwijns vertaling verscheen gelijktijdig met de Latijnse tekst in 1630. In juli 1630 meldt Jansenius aan Saint-Cyran dat er een tweede, andere vertaling in het Nederlands is verschenen, deze keer vanuit Nederland.

### Goeden Yever tot het Vaderland(1635)
Voor de intrede in Gent van nieuwe landvoogd, kardinaal-infant Ferdinand van Oostenrijk (1609-1641), schreef Justus de Harduwijn samen met David van der Linden Goeden Yever tot het Vaderland. Pius in patri am conatus triumphalis (1635). Het werk is wel gedrukt door het Gentse stadsbestuur, maar werd niet uitgevoerd bij de intrede. Vermoedelijk was David van der Linden de hoofdauteur van het werk en nam De Harduwijn de vertaling in de volkstaal voor zijn rekening. De vele tableaux vivants en theatrale vormen kunnen wijzen op invloeden van De Harduwijn, die actief was in het rederijkersmilieu waar die vormen nog veel voorkwamen.
Zo was men van plan in het begin van de route, aan de Sint-Jorispoort, een stellage op te richten voor de “Maeghd van Ghend, gekleed in wit satijn in hare lincker hand houdende een Baniere ende met de rechte soetelijck streelende enen Leeuw (dit was een jonghman in de huyt van eenen leeuw) die ligghende op haren schoot deselve was toebleyen de biedende sijnen poot”— (Bussels 2001)
Rechtstreekse informatie over waarom Goeden Yever tot het Vaderland werd geweigerd voor een opvoering en waarom de jezuïeten in plaats daarvan de intrede mochten verzorgen is er niet. Nu komen er in Goeden Yever tot het Vaderland komen opvallend veel traditionele, op de rederijkers geïnspireerde, theatrale elementen voor, die doen terugdenken aan de tijd waarin de blijde inkomsten vooral de machtsverhouding tussen de vorst en de burgerij en haar gilden tot uitdrukking bracht. De blijde inkomsten werden oorspronkelijk werden gezien als bevestiging van de particuliere rechten van een stad, maar in de zeventiende eeuw eerder een uitdrukking van het Spaanse centralisme: het werk van Van der Linden en De Harduwijn sloot minder goed aan bij die tijdgeest.
Bovendien waren ook in andere Brabantse en Vlaamse steden waren de rederijkers vervangen door jezuïeten voor het schrijven van de blijde inkomsten. De Harduwijn en Van der Linden woonden in 1635 ook niet meer in Gent, terwijl de jezuïeten er net opgang maakten.
Ook enkele van de tableaux vivants kunnen vermoedelijk verklaren waarom het niet tot een uitvoering kwam. Van nieuwe landvoogd Ferdinand van Oostenrijk verlangden De Harduwijn en Van der Linden ‘dat hij de oorlog zo snel mogelijk in het Spaanse voordeel uitvocht, dat het gewone leven eindelijk opnieuw kon beginnen, dat de economie zich kon herstellen en dat de Rooms-Katholieke Kerk zonder enige belemmering kon zegevieren in de herenigde Nederlanden’. De vredeswens zou op de Vrijdagmarkt verbeeld worden in een groot pastoraal kader. Zo’n pastoraal refereert aan een verloren paradijs, maar ook aan gelukkige toekomst voor de maatschappij. Misschien vreesde het Gentse stadsbestuur dat dit zelfs voor Ferdinand te hoog gegrepen zou zijn?
De sterke voorkeur voor de nieuwe gouverneur-generaal, de Spaanse kroon en de Rooms-Katholieke Kerk kunnen wel verklaren waarom het Gentse stadsbestuur Goeden Yever tot het Vaderland wél liet drukken: het was ideale propaganda voor het landsbestuur. 

### Verspreide werken
- Van De Harduwijn is een zesregelig Latijns gedicht aan Maximiliaan De Vriendt bewaard gebleven dat handelt over het al dan niet bestaan van zielsverhuizing.[2]
- Hij schreef een ode voor toneelschrijver Guilliam Van Nieuwelandt.[2]
- Hij schreef een sonnet voor J. Thieullier, een rederijker uit Mechelen.[2]
- Vermoedelijk schreef De Harduwijn ook een lofdicht in het voorwerk van Vrouwelick Cieraet (1622) van Johannes Stalpaert van der Wiele; er is één gedicht dat ‘J.H.’ als onderschrift draagt.[2]
- De Harduwijn vertaalde een Latijnse ode van Simon van de Kerckhove aan Karel 'van Bourgondië', een lokale edelman, die in 1620 tot ‘koning’ van de feesten van de Gentse Sint-Antoniusgilde werd aangesteld. Het origineel is verloren gegaan, De Harduwijns versie titelt: Ten Spoedighen Beghinne, met Gunste van Hemel ende Locht aen den cloeck-moeden Held M’Her Carel van Borgoengien, Ridder, Baender-heere van Waken etc. tot het Coninckschap van S. Antonis Ghulde in zijn eerste Jaer als Hooch-Baillu tot Ghendt.[2]
- Ook bij het overlijden van Simon van de Kerckhove schrijft De Harduwijn iets, Vertroostinghe op den onverwachte Afscheyt Simonis Kerckhovii, verzameld door Sanderus met andere gedichten bij het overlijden van Van de Kerckhove.[2]
- De Harduwijn schreef korte werken over heiligenlevens. De gedichten zijn vooral polemisch van aard en gaan minder over de heiligen. De ketters en hun onderlinge verdeeldheid wordt bespot, de Kerk van Rome wordt geroemd als ware Kerk, beleden en verkondigd door apostelen en martelaars. Het eerste is opgedragen aan E.H. Jan Schatteman en beschrijft het leven van de heilige Macarius, het tweede is opgedragen aan E.H. J. Chrysostomus Van der Sterre en gaat over het leven van de heilige Norbertus.[2]

## Receptie

### 17de-18de eeuw
Justus de Harduwijn wordt genoemd door contemporaine dichters en geleerden zoals Justus Lipsius (professor in Leuven), André van Hoye (Hojus), Erycius Puteanus (professor in Leuven), Jan David Heemssen, Simon van de Kerckhove, Theodorick van Liefvelt de Jonge, Guilliam Caudron (dichter en rederijker van de Catharinisten in Aalst), David van der Linden (Lindanus), Jacob Ymmeloot, F. Van der Beken, Jacob van Lumele van der Mark (Lummenaeus a Marca) en Jacob van Zevecote (Zevecotius).
Justus de Harduwijn wordt ook genoemd in geschiedkundige werken van onder andere Sanderus (De Gandavensibus, 1624), Sweerts (Athenae Belgica, 1628), Valerius Andreas (Bibliotheca Belgica, 1623, 1643), Foppens (Bibliotheca Belgica, 1739) en Paquot (Mémoires, 1765).

### 19de eeuw
Vanaf de 19de eeuw kon Justus de Harduwijn op hernieuwde aandacht rekenen. De eerste hoogleraar Nederlands aan de in 1817 gestichte Rijksuniversiteit Gent Johannes Schrant had zich al voor De Harduwijn geïnteresseerd. Bij zijn openingsrede in 1818 besteedde hij al aandacht aan hem en hij gaf Den val ende opstand van Koning David met De seven Leet-tuyghende Psalmen opnieuw uit. Als extraatje voegde hij ook enkele gedichten uit de Goddelicke Lof-Sanghen toe.
Nadien duikt De Harduwijn op in bloemlezingen en literair-historische publicaties van onder andere Matthijs Siegenbeek, Gerrit Kalff, Joseph Thijm, Jan-Frans Willems, Prudens Van Duyse , Florimond Van Duyse, Frans De Potter en Philip Blommaert. Hij komt dus ook op de radar van schrijvers uit de Vlaamse beweging.

### 20ste eeuw
In de twintigste eeuw was er academische belangstelling voor Justus de Harduwijn, aangestuurd vanuit de Vlaamse beweging. Vanuit die hoek wordt De Harduwijn ook geprobeerd De Harduwijn bij een breder publiek bekend te maken.

#### Robert Foncke
Robert Foncke, vanaf 1930 hoogleraar Duits aan de Rijksuniversiteit Gent, werd door studiegenoot Antoon Jacob attent gemaakt op het bestaan van De weerliicke Liefden tot Roose-mond. Hij verzorgde een heruitgave van het werk onder de naam Een zeldzaam boekje. De weerliicke Liefden tot Roose-mond (1922). Nadien zou hij niet meer publiceren over De Harduwijn. Foncke verleende wel zijn medewerking aan herdenkingsplechtigheden voor Justus de Harduwijn, onder meer in 1942 en 1954.

#### Karel van de Woestijne
Dichter Karel van de Woestijne (1878-1929) was ook actief als hoogleraar aan de Rijksuniversiteit Gent. Hij was bekend met het werk van De Harduwijn en besteedde tijdens zijn colleges aandacht aan de dichter. Volgens Van de Woestijne is de poëzie van De Harduwijn een uiting van 'zijn persoonlijkheid, geschreven met liefde voor het leven, de natuur, de mens én geïnspireerd door zijn priesterlijk ambt.' De contrareformatie speelde een kleine rol in zijn lezing van De Harduwijns werk: 'De Harduyn is geen zuiveraar, hij is een gelovige, een onschuldige, brave natuur.'

#### Oscar Dambre
Voor de receptie van Justus de Harduwijn is vooral de Vlaamsgezinde letterkundige Oscar Dambre (1896-1972) tot op vandaag bepalend geweest. Tussen 1920 en 1972 publiceerde hij meer dan veertig keer over Justus de Harduwijn. Dambre studeerde na zijn tijd als frontsoldaat in de Eerste Wereldoorlog onder andere bij Karel van de Woestijne in Gent, die hem diepgaand beïnvloedde en bijstond bij zijn dissertatie over De Harduwijn. Net als Van de Woestijne dicht Dambre een ondergeschikte rol toe aan de contrareformatie in het werk van De Harduwijn.
Dambre leest De Harduwijns werk in de eerste plaats autobiografisch: al zijn poëzie zou te verklaren zijn vanuit persoonlijk beleefde gebeurtenissen, ofwel ingegeven zijn door zijn familieleden. Zo getuigt de Roose-mond volgens Dambre van een onbeantwoorde amoureuze escapade van Justus de Harduwijn in zijn jeugdjaren. Nadien zou hij op de vingers worden getikt door de kerkelijke overheden en zijn eigen werk vergeestelijken in de Goddelicke Lof-Sanghen. Zijn bewijzen voor die hypothese zijn echter heel gering.
Nog volgens Dambre was Justus de Harduwijn een minnaar van zijn eigen moedertaal die zich afzette tegen de humanisten die Latijn schreven. Volgens Dambre gebeurt dat vanuit een verregaand 'volksbewustzijn': De Harduwijn zou een afkeer van het Frans hebben gehad en zou voorstander zijn geweest van Groot-Nederland. Dambre projecteert hier op een anachronistische manier zijn eigen Vlaamsgezinde gedachtegoed projecteert op De Harduwijn.
Dambre voert De Harduwijn op als een van de grootste dichters van zijn tijd en vergelijkt hem ook vaak met onder andere Vondel, Hooft, Bredero of Guido Gezelle. Hij wil daarmee aantonen dat ook in de Zuidelijke Nederlanden hoge cultuur bleef bestaan na de scheiding van de Nederlanden, die Dambre persoonlijk erg betreurde. Hij beschuldigt Noord-Nederlandse historiografen en literatuurhistorici ervan dat ze bewust het aandeel van auteurs zoals De Harduwijn miskennen in de geschiedenis van de Nederlandse taal, cultuur en volk.

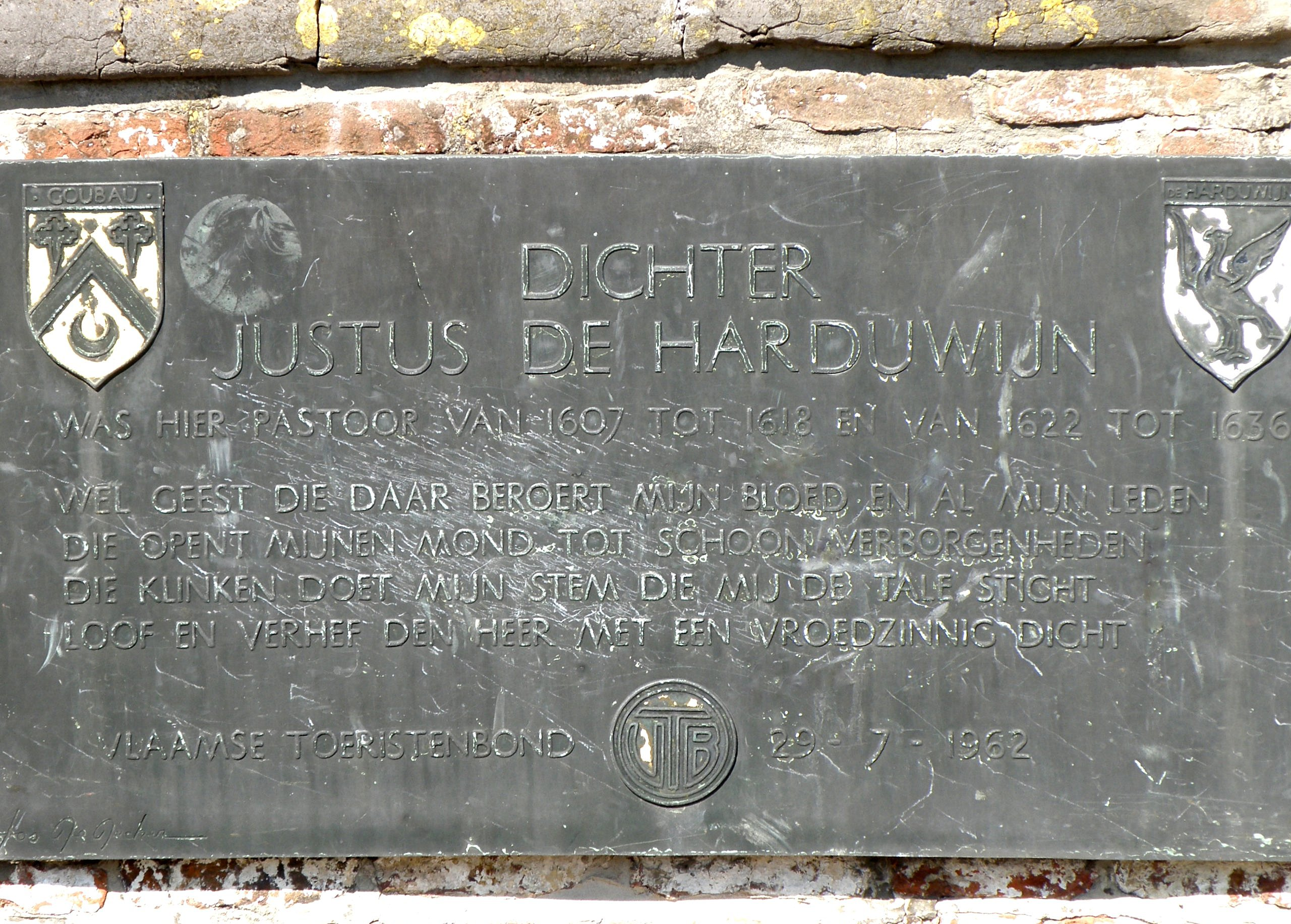
Gedenkplaat voor Justus de Harduwijn in Mespelare

Door de enorme hoeveelheid publicaties op zijn naam en de heruitgaven van De Harduwijns werk, heeft Oscar Dambre zich gevestigd als dé autoriteit over Justus de Harduwijn, ondanks het feit dat hij niet altijd neutraal was en onder meer is veroordeeld voor collaboratie met de Duitsers tijdens de Tweede Wereldoorlog.

## Herinneringscultuur

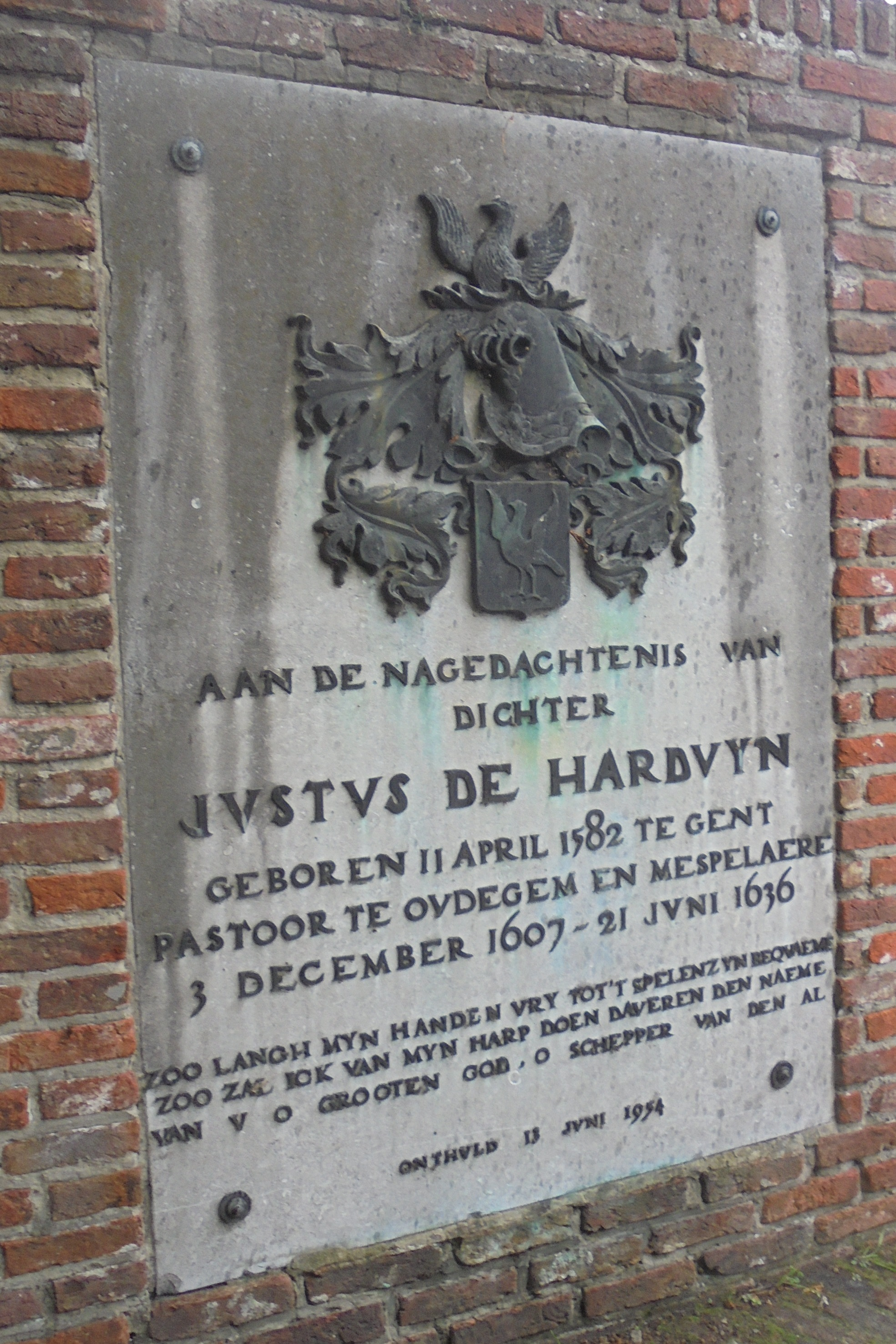
Gedenkplaat in Oudegem voor Justus de Harduwijn

Onder impuls van Oscar Dambre, het Justus-de-Harduwijngenootschap en later de Vlaamse Toeristenbond werden enkele herdenkingen gehouden voor Justus de Harduwijn.
- In 1942 werden tamelijk wat herdenkingsplechtigheden gehouden naar aanleiding van de 360ste verjaardag van De Harduwijns geboorte op plekken die met hem te maken hadden: Gent (zijn geboortestad), Aalst (waar hij lid was van de rederijkerskamer), Dendermonde en Oudegem (waar hij pastoor was en overleed).[8] De herdenking in Gent was georganiseerd door Oscar Dambre en kreeg verregaande steun van het VNV-oorlogsburgemeester Hendrik Elias en de Duitse bezetter.
- In 1954 vond er in Oudegem en Mespelare een grote herdenking plaats onder impuls van de Vlaamse Toeristenbond met brede steun van de lokale en nationale overheid, en de Katholieke Kerk. Oscar Dambre nam deel, maar moest zich vanwege zijn veroordeling wegens collaboratie op de achtergrond houden. De componist Arthur Meulemans schreef muziek op zijn tekst Clachte van Maria benevens het Kruis. In Oudegem werd een gedenkplaat onthuld voor Justus de Harduwijn.
- In 1957 werd er een Justus-de-Harduwijngenootschap opgericht in Oudegem dat een eigen tijdschrift uitgaf (Tijdingen) tot 1992.[16]
- In 1962 werd een gedenkplaat onthuld in Mespelare.
- Ter gelegenheid van de 400ste verjaardag van De Harduwijns geboorte vond in 1982 in Oudegem een herdenking plaats georganiseerd door het Justus-de-Harduwijngenootschap en de Vlaamse Toeristenbondonder leiding van Oscar De Vylder, weer met brede steun uit de politiek en de Kerk.

Door de jaren heen werden ook fysieke gedenktekens of andere vormen van herinneringscultuur opgericht voor Justus de Harduwijn:
- Zowel in Gent als in Sittard-Geleen is een laan naar hem vernoemd.
- In Oudegem is er de Pastoor Justus de Harduynstraat.
- In Oudegem en Mespelare zijn gedenkplaten opgericht voor Justus de Harduwijn.
- De Scouts & Gidsen van Oudegem-Mespelare zijn vernoemd naar Justus de Harduwijn.

## Uitgaves van De Harduwijns werk
Edities
- Dambre, O. (ed.) (1956). Justus de Harduwijn. De Weerliicke Liefden tot Roose-mond. Zwolle: Uitgeversmaatschappij Tjeenk-Willink.
- Dambre, O. (ed.) (1978). Justus de Harduwijn. De Weerliicke Liefden tot Roose-mond (2de ed., 2de dr.). Culemborg: Tjeenk-Willink / Noorduijn.
- Foncke, R. (1922). De weerliicke liefden tot Roose-mond (1613). Antwerpen: De Sikkel.

Bloemlezingen
- Dambre, O. (1927). Cleyne Proefstuxkens uit de Poëzie van Justus de Harduyn. Antwerpen: De Sikkel.
- Dambre, O. (1942). Keurbladzijden uit de Nederlandsche letterkunde: Justus de Harduwijn. Diest: Pro Arte.
- Dambre, O. (1967). Poëtisch erfdeel der Nederlanden: Justus de Harduwijn, Der liefden stille krachten. Hasselt: Uitgeverij Heideland.
- Dambre, O. (ed.) (1972). Justus de Harduwijn. Bloemlezing uit Justus de Harduwijns Goddelicke lof-sanghen. Zutphen: W.J. Thieme.

- Bibliothèque nationale de France: cb12782742n (data)
- Biografisch Portaal: 79379008
- Digitale Bibliotheek voor de Nederlandse Letteren: hard001
- Gemeinsame Normdatei: 172151457
- International Standard Name Identifier: 0000 0003 5719 2747
- Library of Congress Control Number: no2012136318
- Nationale Bibliotheek van Israël: 987007299344105171
- Nederlandse Thesaurus van Auteursnamen: 069910146
- Système universitaire de documentation: 133468097
- Virtual International Authority File: 194164136
- WorldCat: E39PBJtcMC4qfBGpWRmc3hQQbd